# استنلی کوهن (زیست‌شیمی‌دان)
استنلی کوهن (انگلیسی: Stanley Cohen؛ زاده ۱۷ نوامبر ۱۹۲۲ – درگذشته ۵ فوریه ۲۰۲۰) یک زیست‌شیمی‌دان اهل ایالات متحده آمریکا بود.